# Buffalo and Erie County Botanical Gardens
El Jardín Botánico de Buffalo y del Condado de Erie en inglés : Buffalo and Erie County Botanical Gardens, es un jardín botánico arboreto e invernadero que se encuentra en Buffalo, Estados Unidos. 
Está administrado por el « Erie County Department of Parks, Recreation and Forestry » ( Departamento de bosques, parques y ocio del condado de Erie). 
Este jardín botánico es el resultado de la feliz conjunción del arquitecto del paisaje Frederick Law Olmsted, de los diseñadores de invernaderos Lord & Burnham, y del botánico y explorador John F. Cowell. Se encuentra inscrito en el National Register of Historic Places.

## Localización
The Botanical Gardens Buffalo, 2655 South Park Avenue, Buffalo, Erie county, New York NY 14218, United States of America-Estados Unidos de América
Planos y vistas satelitales.42°49′41.16″N 78°49′32.88″O / 42.8281000, -78.8258000
La entrada es libre, pero se admiten donaciones.

## Historia
La idea de los jardines se comenzó a gestar en 1868, año en el que la « Buffalo Parks Commission » (Comisión de Parques de Buffalo) comenzó unos contactos con el arquitecto del paisaje Frederick Law Olmsted, y sus socios. 
A finales de la década de 1880, le pidieron a Olmsted que diseñara un parque nuevo para el sur de Buffalo; el diseño eventual incluía dos parques nuevos: Parque de Cazenovia y Parque del Sur, que fueron creados entre 1894 y 1900 a partir de 156 acres (63 hectáreas) de terrenos de granjas.
El parque del sur se convirtió en el actual jardín botánico. En el diseño de Olmsted, su conservatorio estaba previsto que albergara especies tropicales de plantas, mientras que el resto del parque fue diseñado para albergar especies resistentes a los crudos inviernos incluyendo un arboretum, pinetum, jardín de arbustos, y un jardín de plantas acuáticas. 
Los jardines formales alrededor del invernadero con una trama de senderos distribuidos de forma aleatoria. El parque del sur también debía incluir un gran lago para barcas, un camino de circunvalación para los carros de caballos, y un prado. Sin embargo, las sendas de paseo propuestas, la casa del barco, y el templete de la música, nunca fueron terminados.
El edificio de tres bóvedas de cristal, madera y acero del invernadero fue creado por los diseñadores de invernaderos más afamados de su tiempo: Lord & Burnham. Los métodos de la construcción estuvieron basados según los del famoso Crystal Palace y la casa de la Palmera del Real Jardín Botánico de Kew en Inglaterra. 
Su ejecución duró de 1897 a 1899, y cuando estuvo construido era uno de los invernaderos públicos más grandes del país (tuvo un coste de $130.000). Actualmente hay menos de una docena de grandes invernaderos de estilo Victoriano en Estados Unidos. Este es uno de los dos que solamente existen con un diseño de bóveda triple (Jardín Botánico de Nueva York es el otro).
El primer director fue el profesor John F. Cowell, quién supervisó el cultivo de las plantas para el parque y personalmente localizó y obtuvo especímenes inusuales de árboles. Pasó décadas explorando las Américas y el Caribe, enviando semillas y pequeñas plantas para el invernadero. 
Poco después de su apertura, en 1901, los millares de visitantes que acudieron a la Pan-Am Exhibition habían visitado también los invernaderos y los jardines, que cosecharon así rápidamente renombre nacional. 

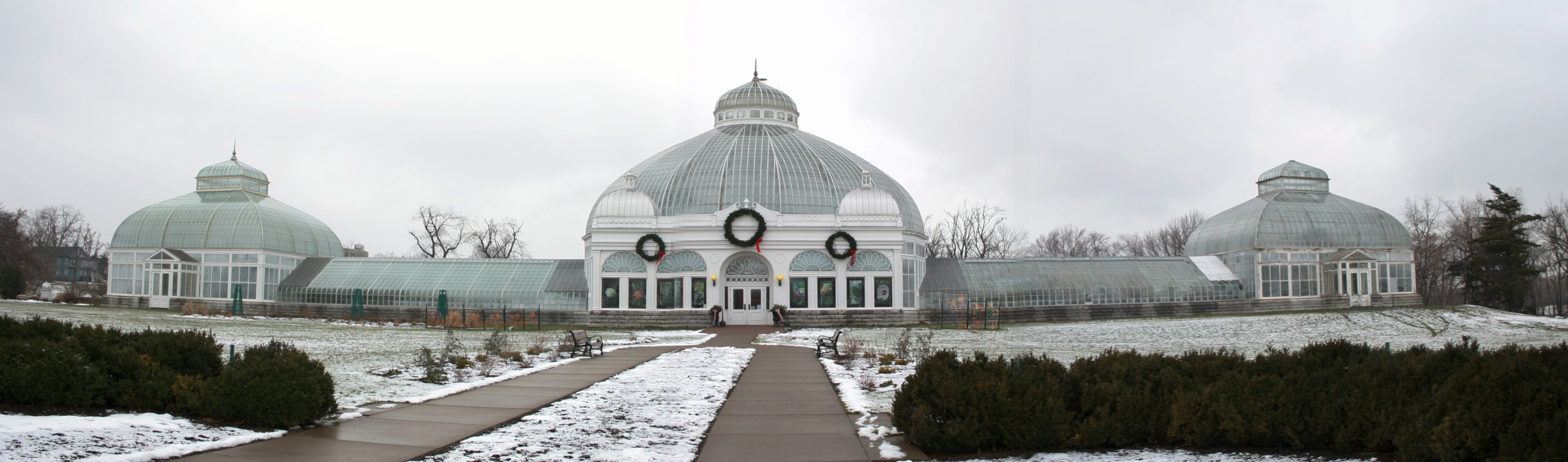
El invernadero del Jardín Botánico de Buffalo, New York, diseño de Lord & Burnham.

## Colecciones
Entre sus colecciones destacan :
- Invernadero, se encuentra inscrito en el National Register of Historic Places, alberga colecciones de orquídeas, Bromelias, plantas crasas, con exhibición de Poinsettias en diciembre.
- Colección de plantas herbáceas
- Exhibición de plantas florales en primavera
- Exhibiciones del All-America Selections de plantas anuales en el verano.
- Arboreto

Algunos especímenes del invernadero.

Especímenes
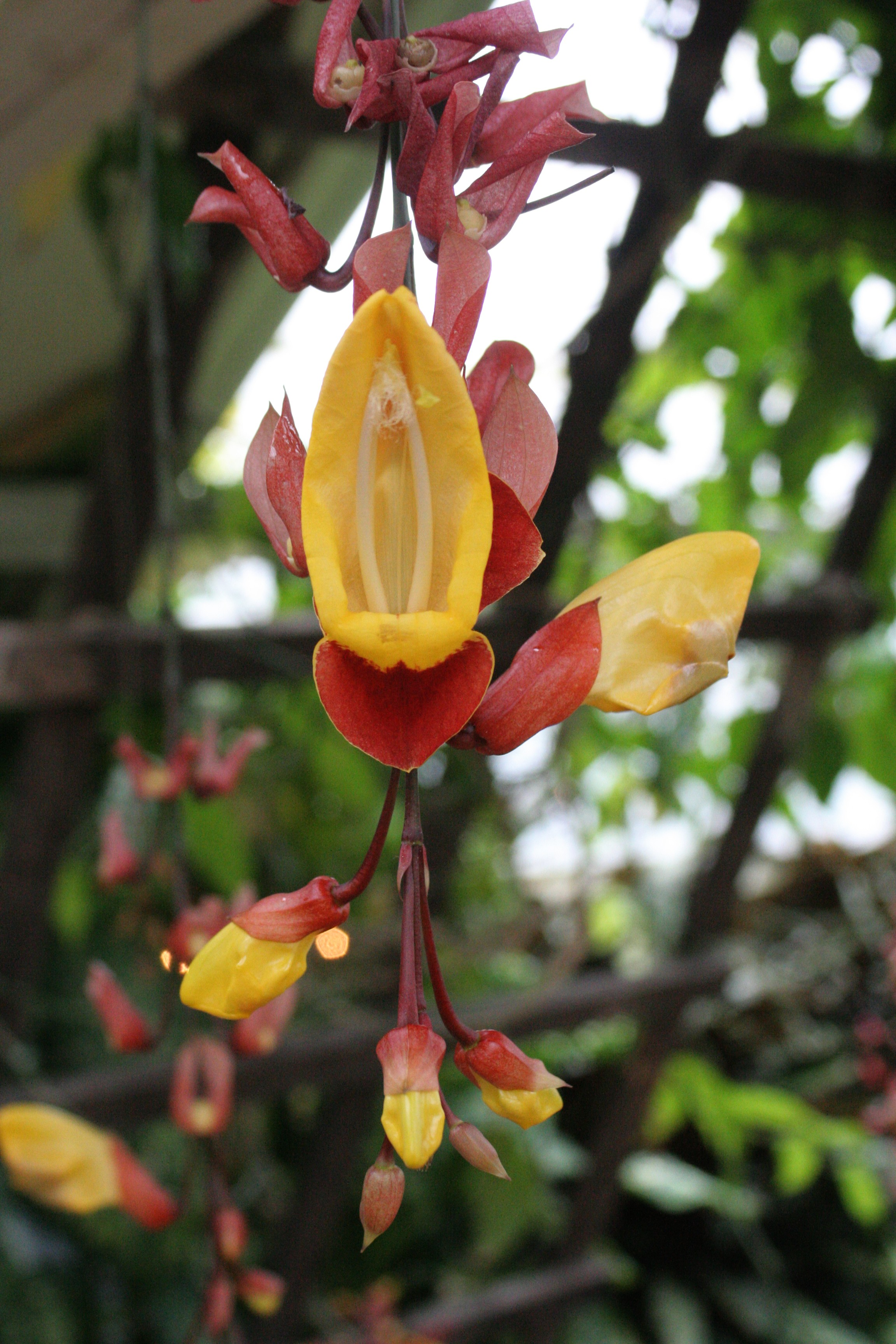
Thunbergia mysorensis.
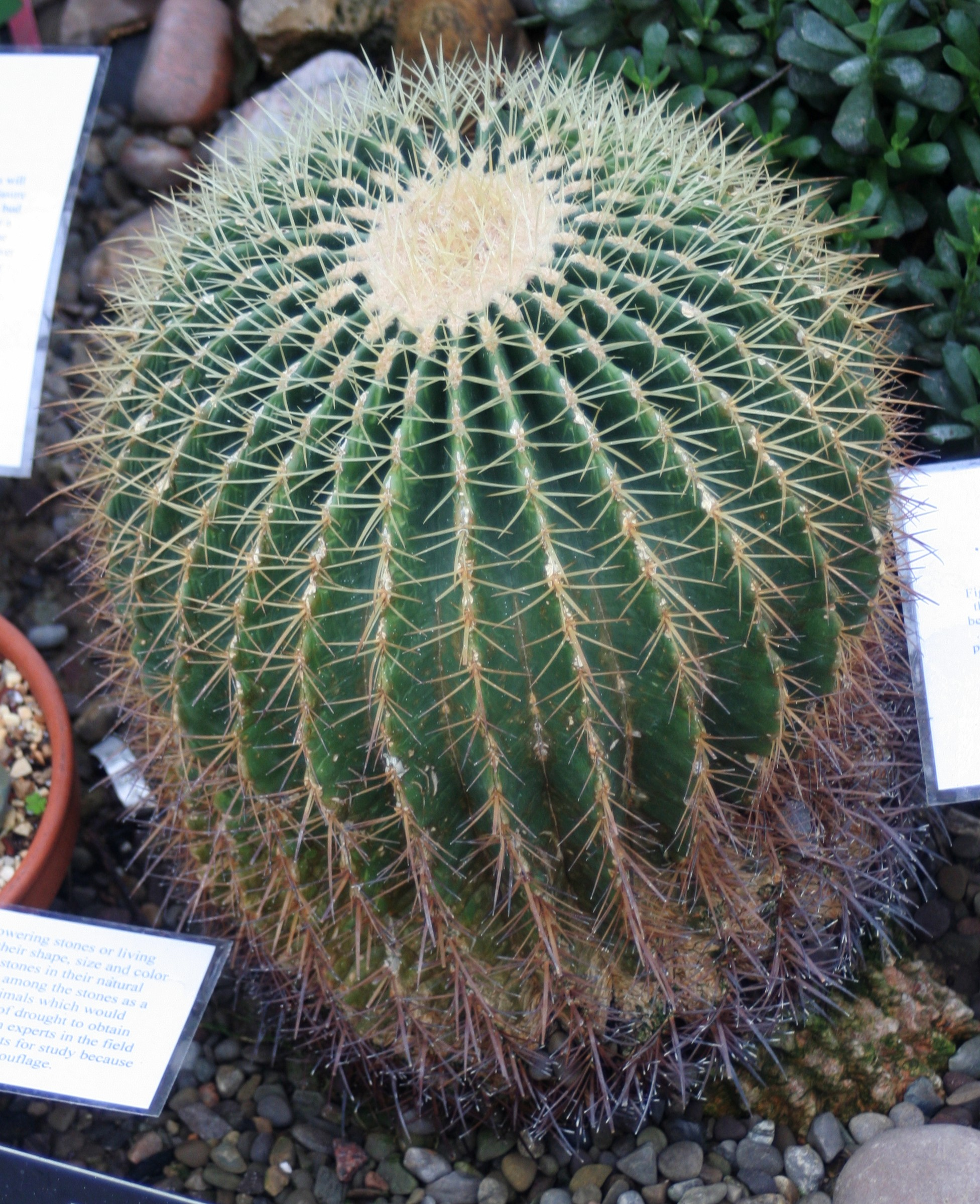
Echinocactus visnaga.
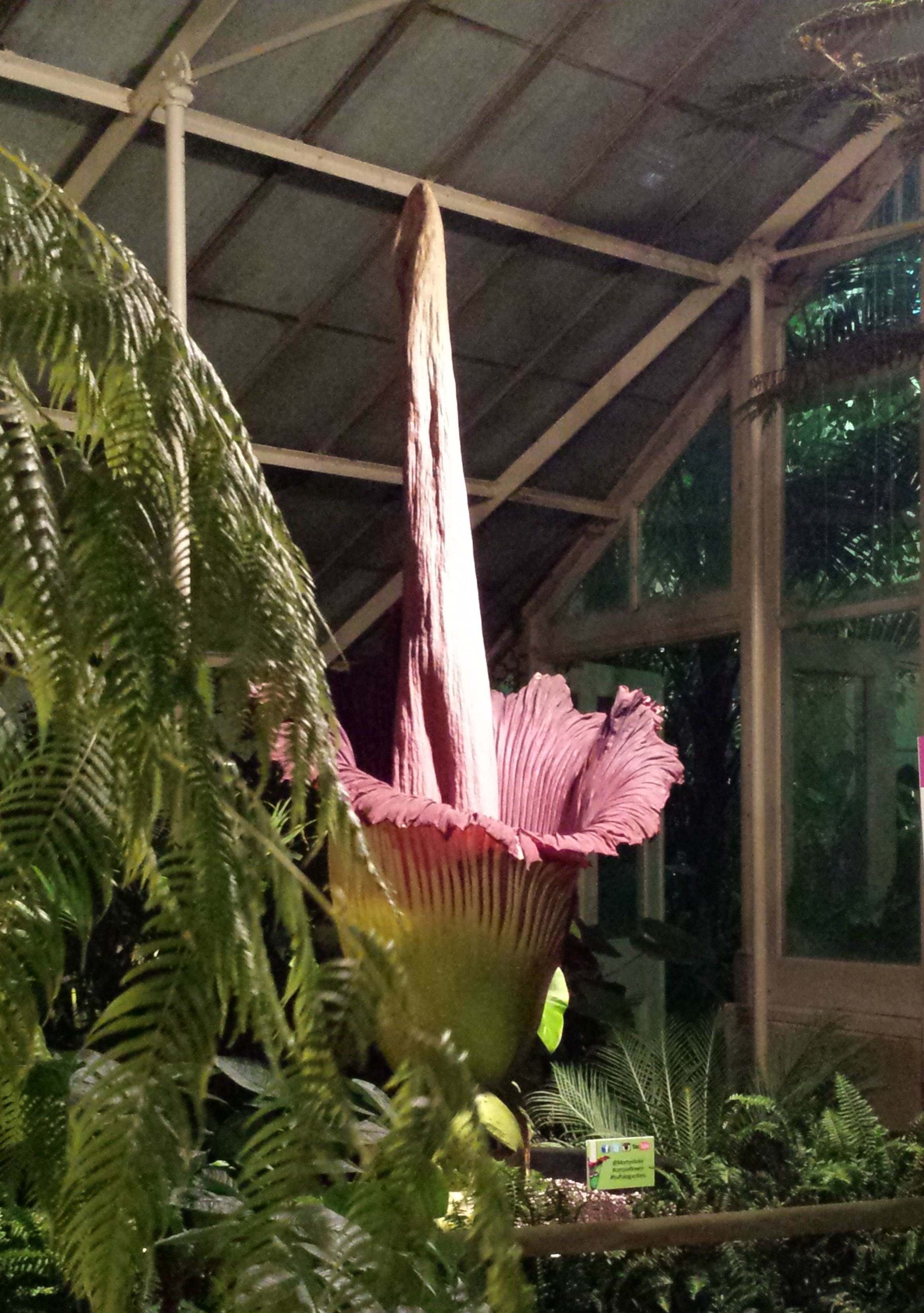
La flor del Amorphophallus titanum.
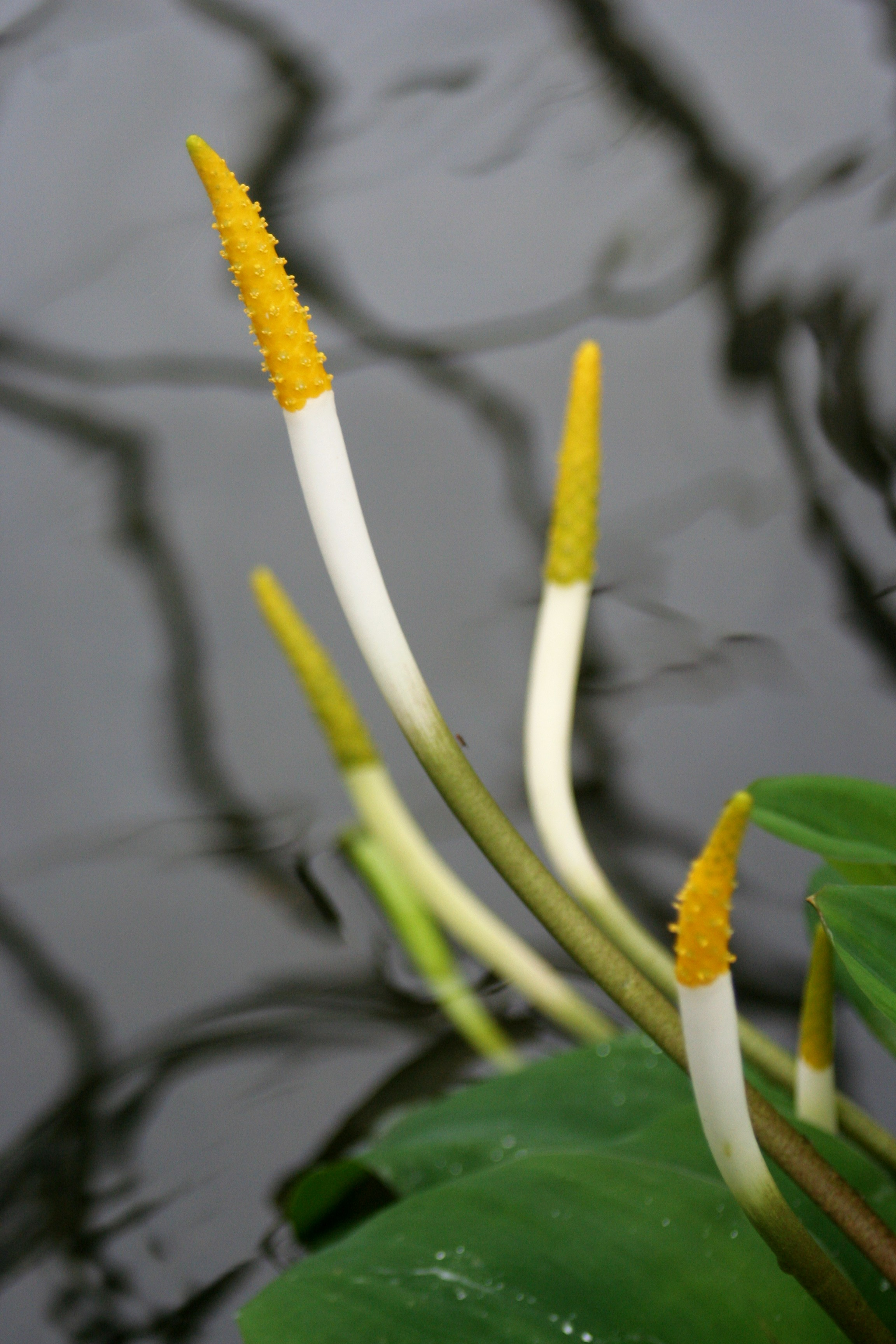
Orontium aquaticum.
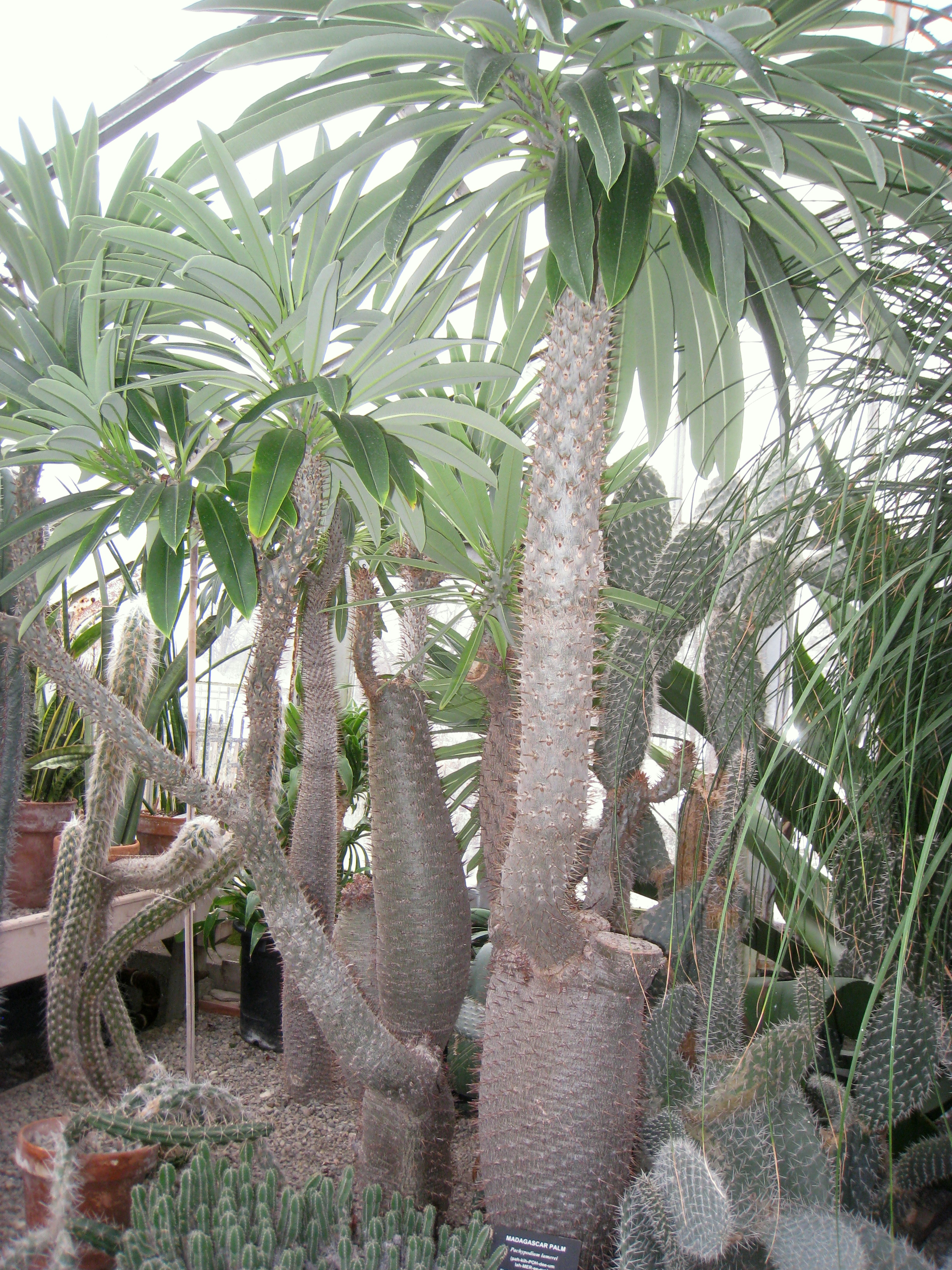
Pachypodium lamerei.

Algunos trabajos de Topiaria en el interior del invernadero

Topiaria
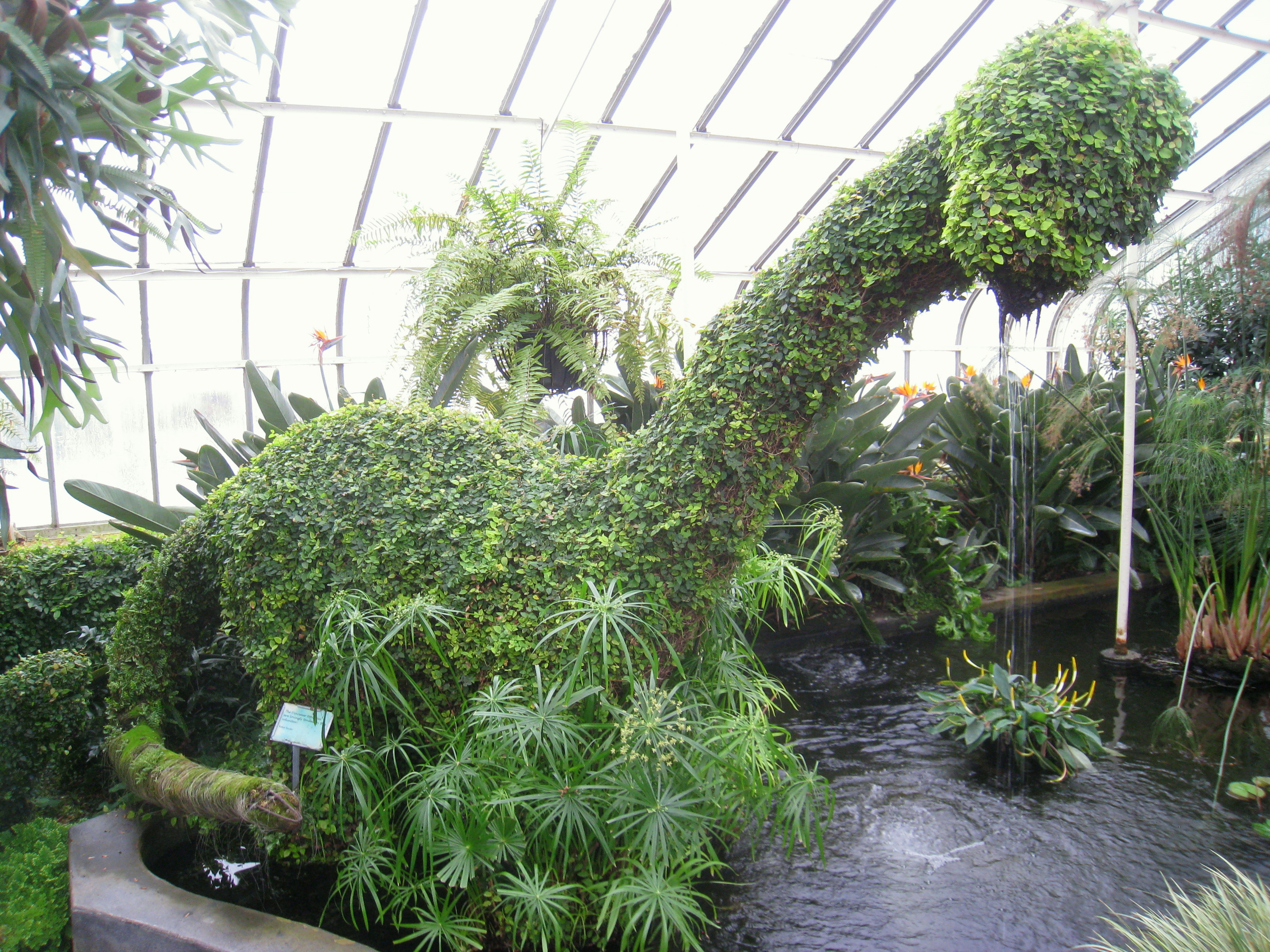
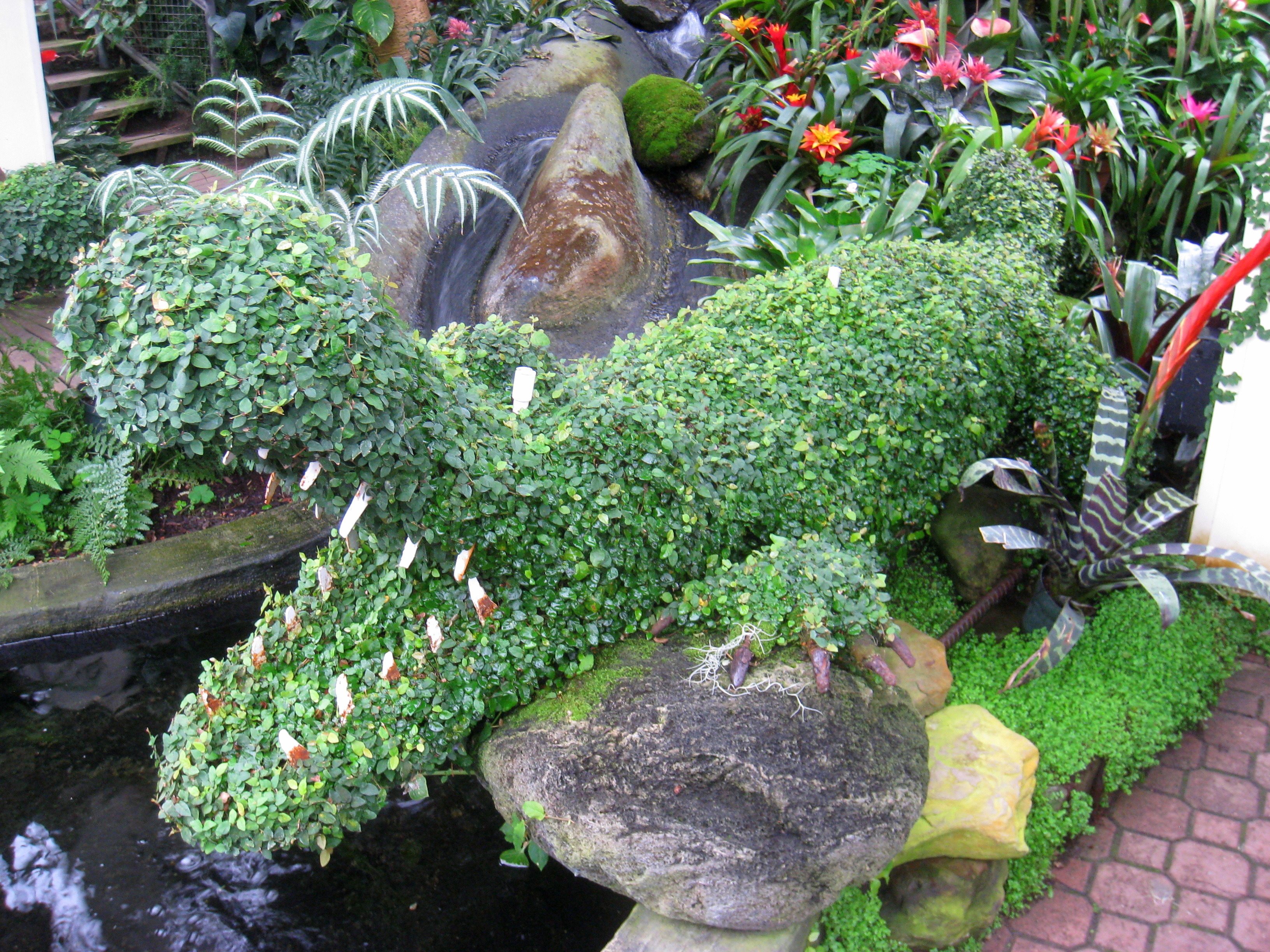
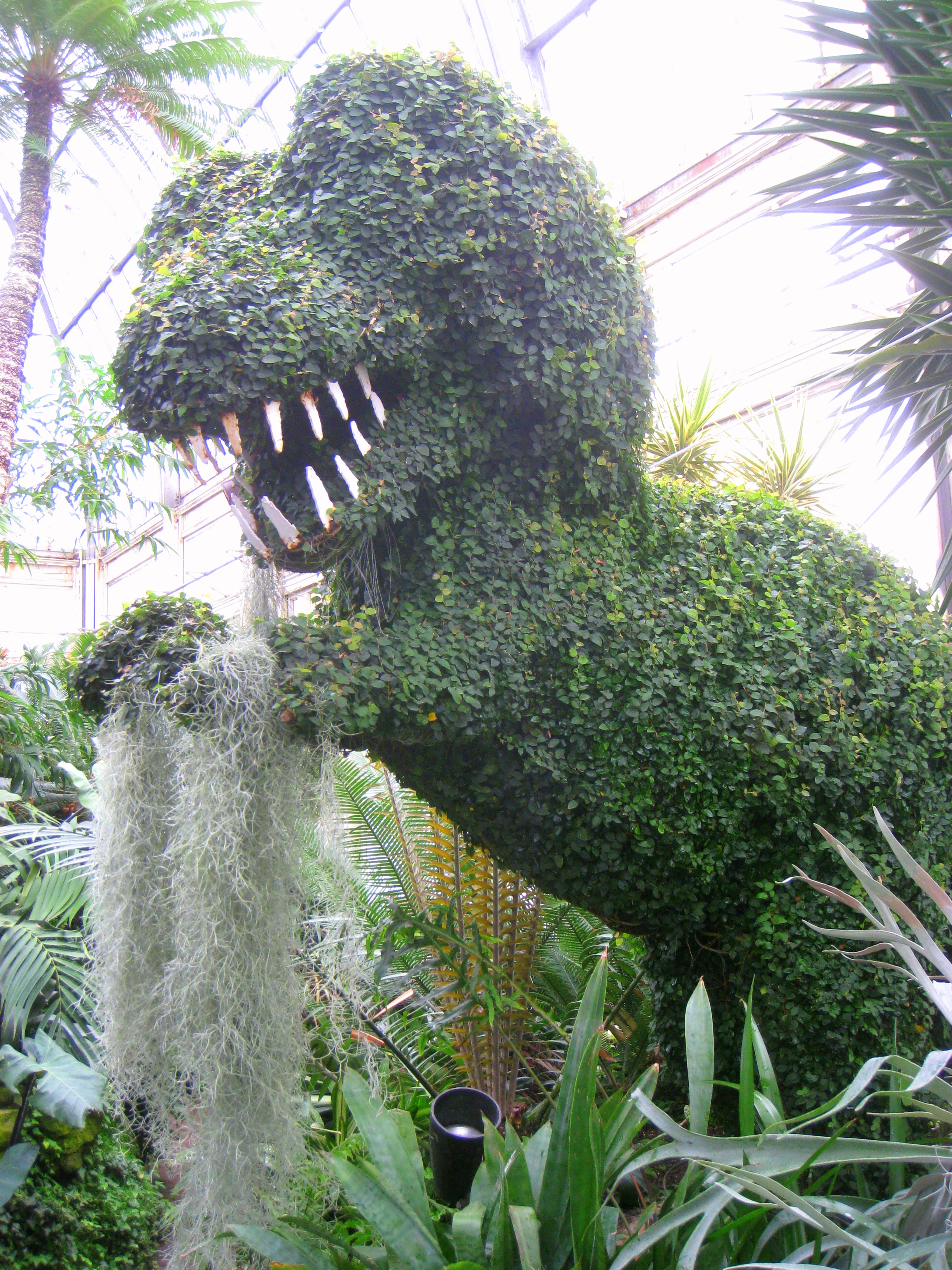
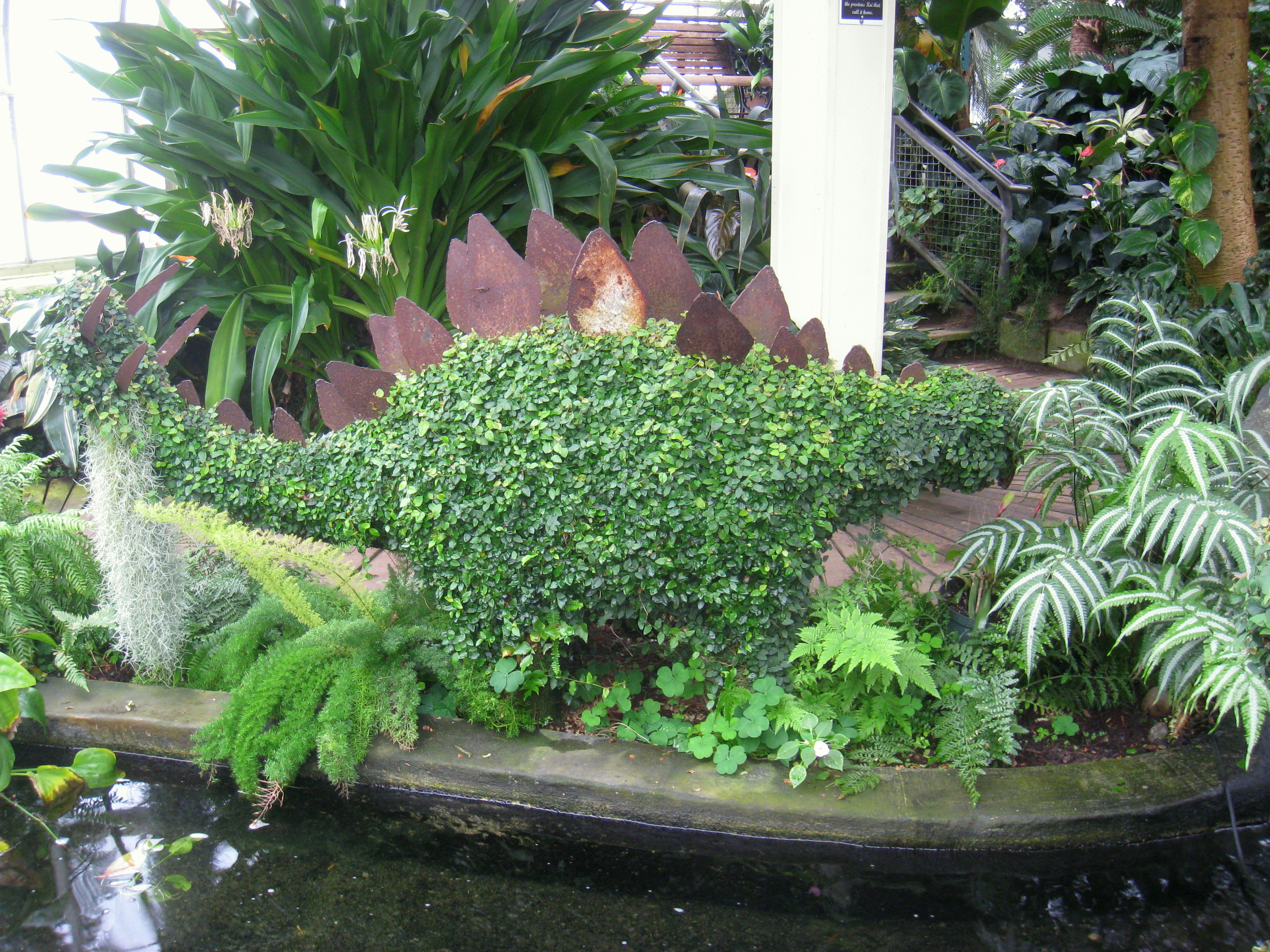